# Benzamid
Benzamid ist eine chemische Verbindung aus der Stoffgruppe der aromatischen Carbonsäureamide und der einfachste Vertreter der Benzamide.

## Darstellung
Die Synthese von Benzamid wurde erstmalig 1832 von Justus von Liebig und Friedrich Wöhler beschrieben. Sie erhielten die Verbindung durch die Reaktion von Benzoylchlorid mit Ammoniak.
{\displaystyle \mathrm {C_{6}H_{5}COCl+2\ NH_{3}\longrightarrow } } {\displaystyle \mathrm {C_{6}H_{5}CONH_{2}+NH_{4}Cl\ } }
Anstelle von Ammoniak kann auch Ammoniumcarbonat verwendet werden.
Benzamid wird als Zwischenstufe bei der Hydrolyse von Benzonitril zu Benzoesäure gebildet.

## Verwendung
Benzamid wird zur Herstellung von Schädlingsbekämpfungsmitteln und von Küpenfarbstoffen verwendet. Einige Benzamid-Derivate werden als Arzneistoffe eingesetzt. So finden beispielsweise die Benzamide Metoclopramid und Alizaprid als Prokinetika Verwendung.